# Țîbulivka, Camenița
Țîbulivka (în ucraineană Цибулівка) este un sat în comuna Panivți din raionul Camenița, regiunea Hmelnîțkîi, Ucraina.

## Demografie
Componența lingvistică a localității Țîbulivka
     Ucraineană (97,09%)
     Rusă (2,55%)
Conform recensământului din 2001, majoritatea populației localității Țîbulivka era vorbitoare de ucraineană (97,09%), existând în minoritate și vorbitori de rusă (2,55%).